# (180) Garumna
(180) Garumna és un asteroide que forma part del cinturó d'asteroides i va ser descobert el 29 de gener de 1878 per Henri Joseph Anastase Perrotin des de l'observatori de Tolosa de Llenguadoc, a França. Està anomenat pel nom en llatí del Garona, un riu del sud-oest de França.
Garumna orbita a una distància mitjana de 2,724 ua del Sol, i pot allunyar-se'n fins a 3,173 ua i apropar-se fins a 2,274 ua. Té una inclinació orbital de 0,8663° i una excentricitat de 0,1651. Completa una òrbita al voltant del Sol 1.642 dies.